# 希普霍恩 (科羅拉多州)
希普霍恩（英語：Sheephorn）是位於美國科羅拉多州伊格爾縣的一個非建制地區。該地的面積和人口皆未知。

## 地理
希普霍恩的座標為39°53′32″N 106°28′01″W / 39.89222°N 106.46694°W，而該地的平均海拔高度為2430米（即7972英尺）。